# Montserrat Juvanteny i Juvanteny
Montserrat Juvanteny i Juvanteny   (Joanetes, 1944) és una educadora social i activista catalana pels drets de la infància. Ha creat la Fundació Concepció Juvanteny per la defensa dels drets de la infància i és presidenta de l'Associació Asteroide B-612 que gestiona tres centres d'acollida i diverses iniciatives de protecció i acolliment d'infants.
El 2019 va guanyar la Creu de Sant Jordi en reconeixement de la seva tasca.